# East Rand

A mapa de Gauteng, mostrando a East Rand.

A East Rand é a parte urbana oriental da Witwatersrand que é funcionalmente a que se fundiu com a conurbação Joanesburgo.  Esta área tornou-se colonizada por europeus, depois do descobrimento de um filão aurífero em 1886 e provocou a corrida do ouro que deu origem à criação de Joanesburgo.
Os grandes municípios negros da East Rand foi palco de confrontos violentos entre o Congresso Nacional Africano e o Inkatha Freedom Party antes do final do Apartheid.
A região estende-se de Germinston no oeste para Springs no leste, e baixo sul até a Nigel, e inclui as cidades de Alberton, Boksburg, Benoni, Brakpan, Kempton Park, Edenvale, e Bedfordview.
Como parte da reestruturação dos municípios na África do Sul, ao mesmo tempo, os governos locais do East Rand foram fundidos em um único município, em 1999, chamado de Município metropolitano de Ekurhuleni, que significa "lugar de paz."
Apesar de ter um governo municipal em separado, como o West Rand, a East Rand está incluída na Grande área metropolitana de Joanesburgo. Para esse fim, East Rand shares faz parte do mesmo PNN como Joanesburgo (011 localmente). Não é incomum para os moradores do East Rand,  trabalhar na própria Joanesburgo e vice-versa.